# Bílá Hora (pražská čtvrť)

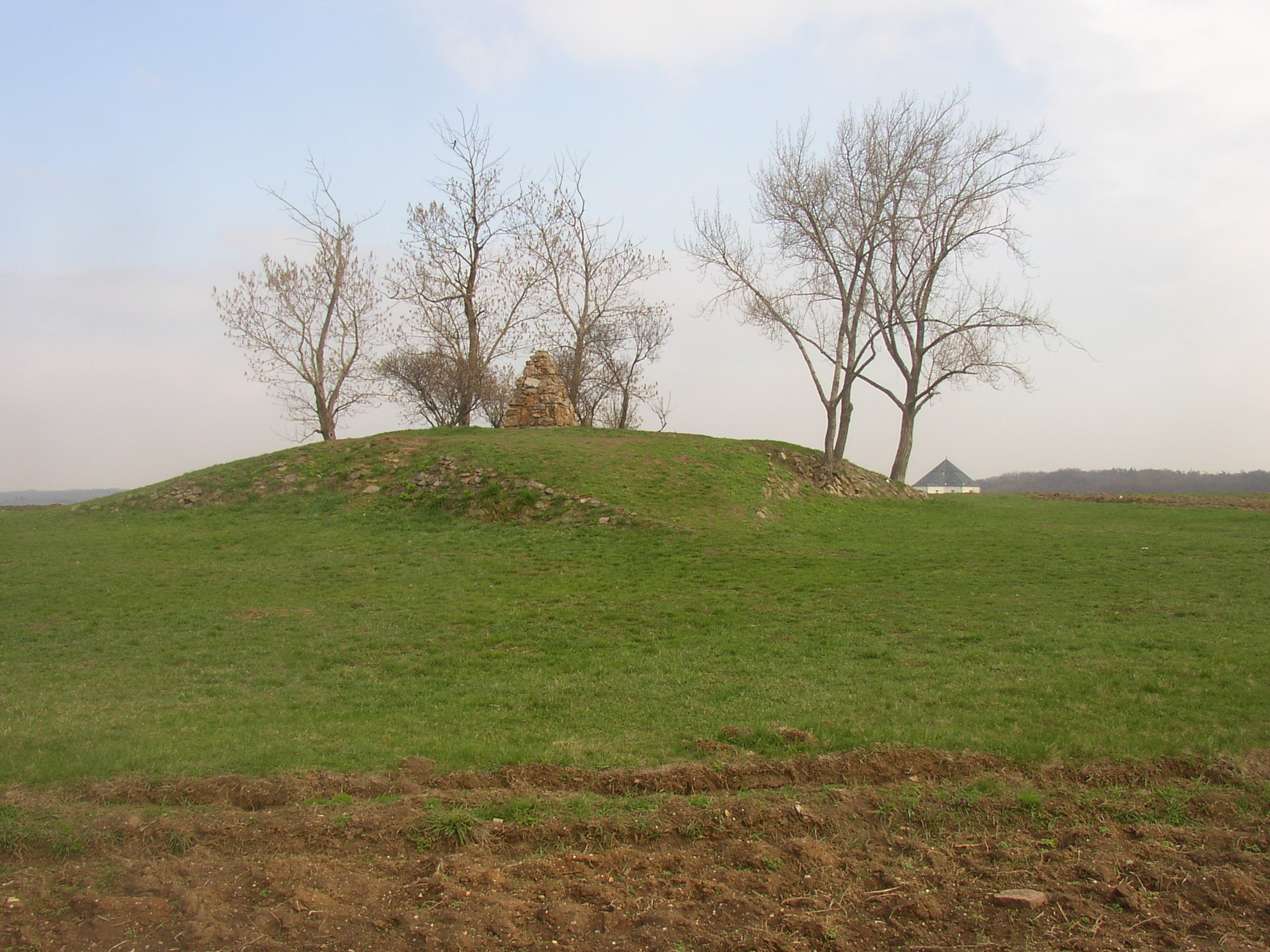
Návrší Bílá hora s pomníkem bitvy v roce 1620

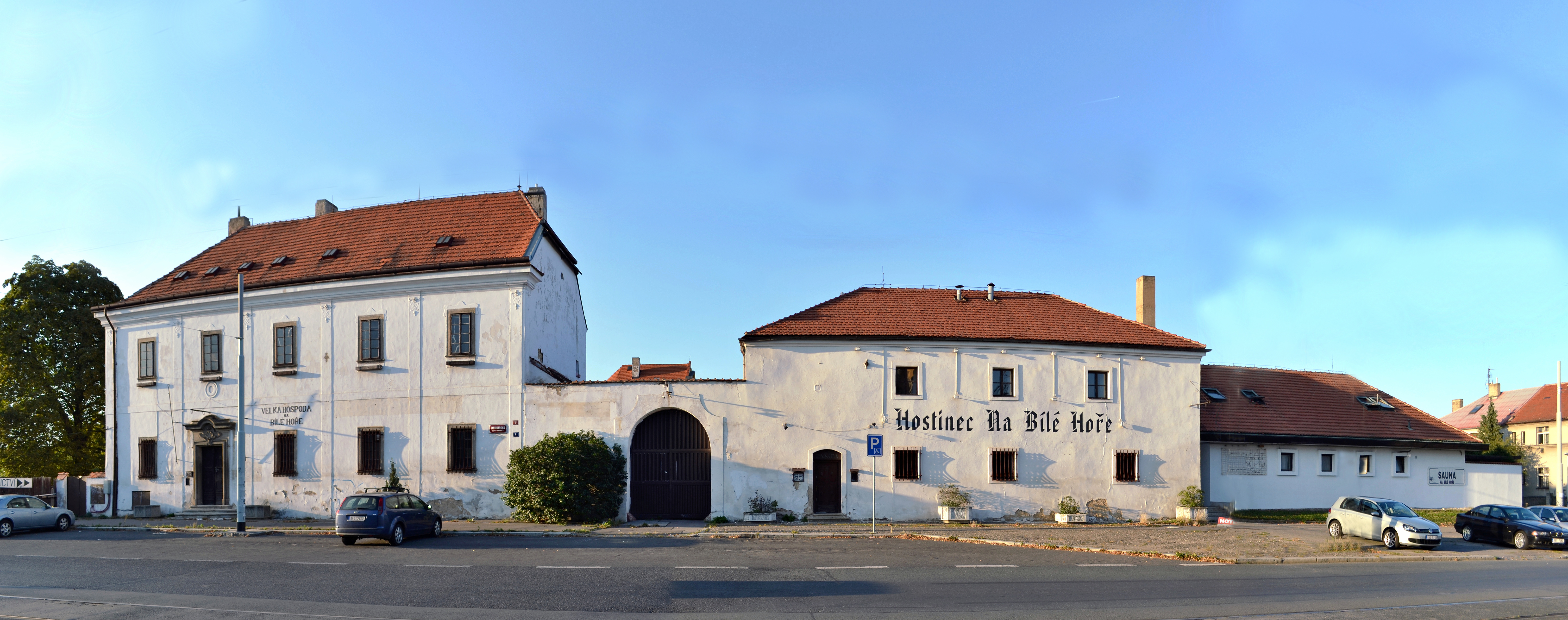
Velká hospoda, někdejší klášter servitů na Bílé hoře, kulturní památka

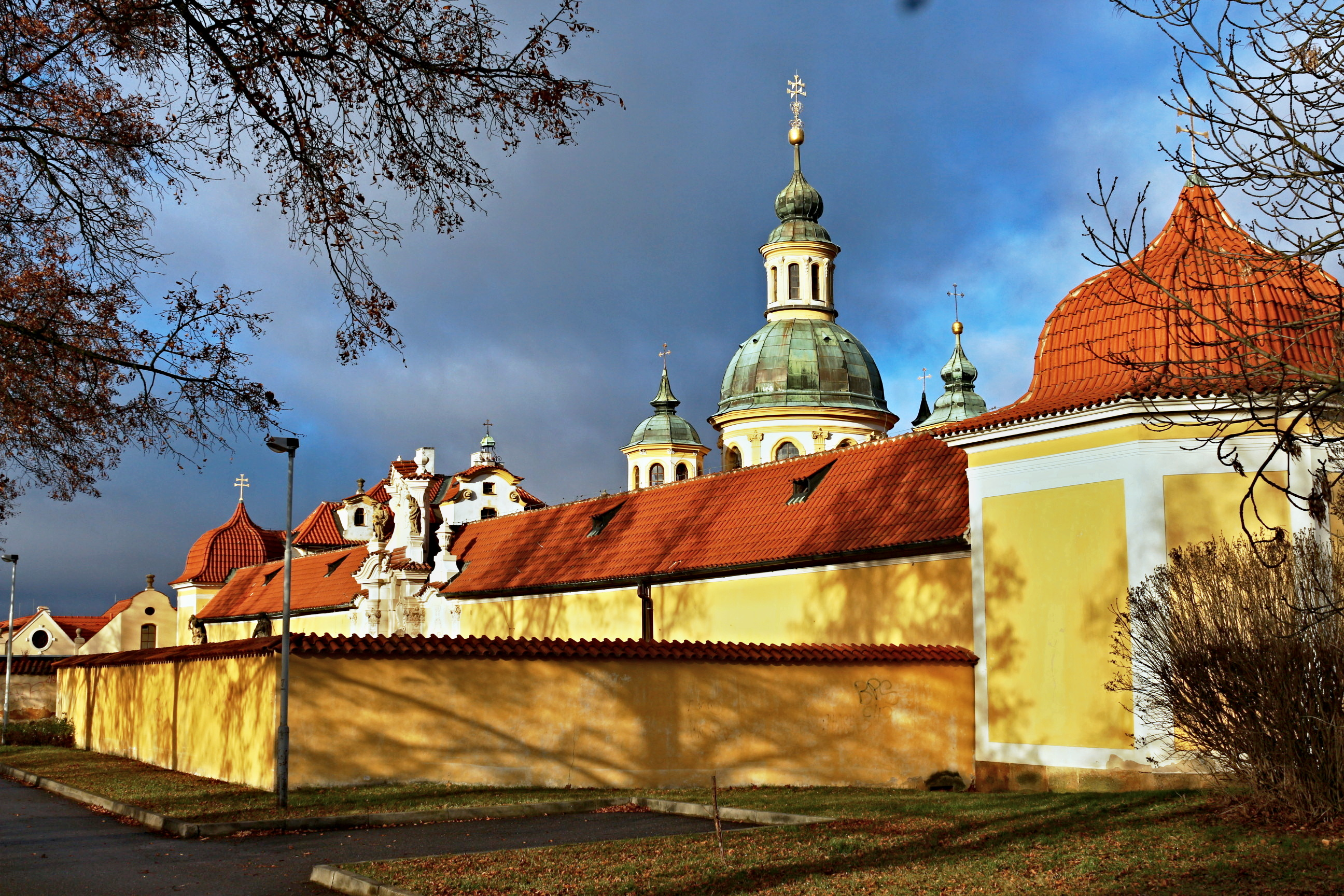
Kostel Panny Marie Vítězné, národní kulturní památka

Bílá Hora (německy Weißer Berg) je místní název a čtvrť v Praze, v jejíž severní části se nachází velká část návrší Bílá hora včetně jeho vrcholu o nadmořské výšce 381 m. Čtvrť nesoucí jméno podle tohoto návrší je známa především tím, že se zde 8. listopadu 1620 odehrála bitva na Bílé hoře.

## Historie
Bitva na Bílé hoře trvala přibližně 2 hodiny, účastnilo se jí 48 000 bojovníků a znamenala faktický konec českého stavovského povstání. V té době už existoval letohrádek Hvězda, který je dnes asi nejznámější kulturní památkou Bílé Hory. V době pobělohorské byl na Bílé hoře založen klášter servitů a postupně vybudován poutní areál při kostele Panny Marie Vítězné.
K Praze byla čtvrť připojena v 60. letech, ještě před druhou světovou válkou v roce 1937 sem ale byla zavedena tramvajová trať a z urbanistického hlediska si Bílá Hora téměř zachovala tehdejší podobu, nebylo zde vystavěno žádné sídliště a kromě přípojky na úsek 517 pražského okruhu, tudy nevede dálnice. Před válkou se zde také, poblíž Vypichu, konaly každoroční vojenské přehlídky, které přehlížel prezident Tomáš Garrigue Masaryk na koni.
V dubnu 2015 byla otevřena prodloužená linka A Pražského metra, do stanice Nemocnice Motol ve svahu u Motolské nemocnice. V další fázi (původně plánováno na rok 2017) by měla vzniknout přímo stanice Bílá hora, situovaná přibližně na místě dnešní tramvajové smyčky.

## Charakter čtvrti

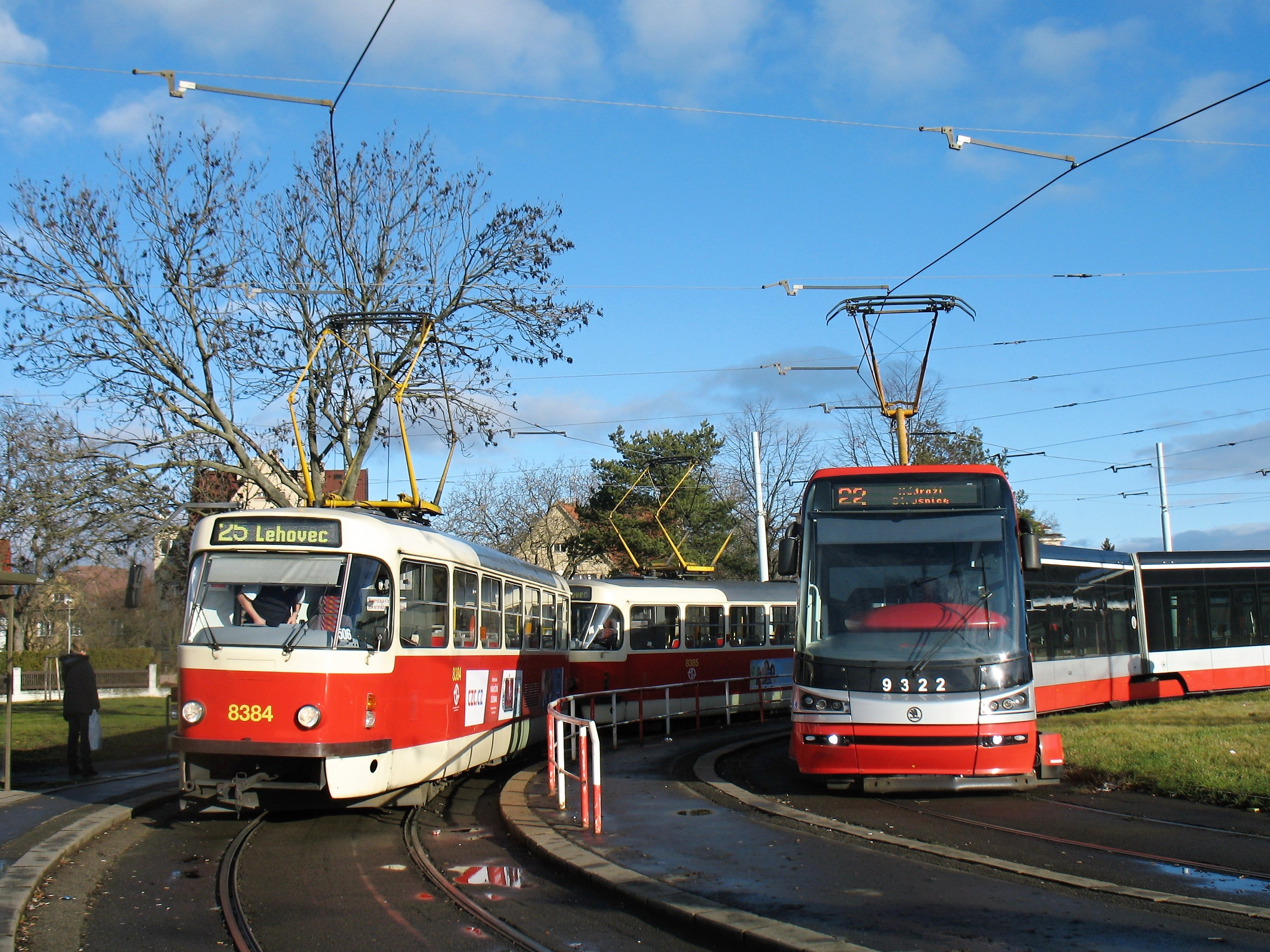
Tramvajová smyčka Bílá Hora

Okolí vrcholu návrší je součástí katastrálního území Ruzyně (k Praze připojena 1. července 1960, nyní městská část Praha 6), jižní část čtvrti Bílá Hora patří do katastrálního území Řepy (k Praze připojeny k 1. lednu 1968, nyní městská část Praha 17).
Bílá Hora je čtvrtí rodinných domků a vil. Je ohraničena ze severu oborou Hvězda (patřící do Liboce), z jihu zalesněným svahem směrem k Motolu, kde jsou zahrádky. Na východě směrem k centru je velká pláň Vypich a na západě vilová zástavba plynule přechází ve staré Řepy. Středem celé Bílé Hory vede Karlovarská ulice, která již nevyhovuje současnému dopravnímu ruchu, navíc velmi negativně působí na životní prostředí. V budoucnu má být nahrazena čtyřproudou komunikací. Na MHD je Bílá Hora napojena tramvajemi a autobusy. V sousedství tramvajového a autobusového obratiště Bílá Hora stojí poutní kostel Panny Marie Vítězné.

## Významné stavby
- Letohrádek Hvězda
- poutní kostel Panny Marie Vítězné
- Velká hospoda (někdejší klášter servitů na Bílé hoře)
- mohyla na Bílé hoře